# Simon Elisor
Simon Tom Elisor (* 22. Juli 1999 in Périgueux) ist ein französisch-guadeloupischer Fußballspieler.

## Karriere
Elisor wechselte im Sommer 2018 zum Fünftligisten FC Istres. Dort kam er in der Saison 2018/19 zu 19 Einsätzen, in denen er dreimal traf. Nach dieser einen Spielzeit wechselte er zum Zweitligisten AC Ajaccio. 2019/20 wurde er dort zunächst nur in der Reservemannschaft in der National 3 eingesetzt. Am zweiten Spieltag der Saison 2020/21 wurde er gegen LB Châteauroux eingewechselt und debütierte somit für die erste Mannschaft im Profibereich. Bei einer 1:5-Niederlage gegen die AJ Auxerre spielte er über die vollen 90 Minuten und konnte mit dem einzigen Treffer seiner Mannschaft sein erstes Tor in der Ligue 2 erzielen. Nach zehn Einsätzen bis zur Winterpause und einem Treffer wurde er für die Rückrunde 2020/21 an den Drittligisten FC Sète verliehen, kurz nachdem er bei Ajaccio seinen ersten Profivertrag unterzeichnete. Dort spielte er bis zum Saisonende in acht Ligapartien. Für die gesamte Saison 2021/22 wurde er an den ebenfalls in der dritten Liga spielenden FC Villefranche verliehen. In 34 Spielen schoss er 17 Tore und wurde durch fünf Tore in fünf Spielen im April auch zum Spieler des Monats in der National gewählt. Dirch den erreichten dritten Platz spielte man in der Relegation um den Aufstieg in die Ligue 2, Elisor scheiterte trotz eigenem Treffer mit Villefranche jedoch.
Nach seiner Rückkehr verließ er Ajaccio und schloss sich dem belgischen Erstligisten RFC Seraing an. Am zweiten Spieltag der Saison 2022/23 debütierte er dort gegen die KV Kortrijk in der Startelf und schoss drei Monate später gegen die Royale Union Saint-Gilloise sein erstes Tor in der Liga. Nach fehlender Spielzeit wurde er im Januar 2023 an den französischen Zweitligisten Stade Laval verliehen. Hier traf er bis Saisonende achtmal in 21 Ligaeinsätzen.
Nach der Rückkehr zu Seraing wechselte er im Sommer 2023 zum Partnerverein FC Metz, die zuvor in die Ligue 1 aufgestiegen sind. Am dritten Spieltag debütierte er gegen Clermont Foot in der höchsten französischen Spielklasse in der Startelf bei einem 1:0-Sieg. Am zwölften Spieltag erzielte er gegen den FC Nantes sein erstes Tor in der Ligue 1, als sein Team 3:1-gewann. Trotz 14 Einsätzen in der Hinrunde der Ligue 1 wechselte er im Januar 2024 leihweise mit Kaufoption zu Absteiger ES Troyes AC in die Ligue 2.